# Jacobus de Jong
Jacobus Hermanus Hendrik Jan „Koos” de Jong (ur. 7 kwietnia 1912 w Rotterdamie, zm. 20 sierpnia 1993 w Capelle aan den IJssel) – holenderski żeglarz, dwukrotny olimpijczyk, zdobywca brązowego medalu w regatach na Letnich Igrzyskach Olimpijskich w 1948 roku w Londynie.

## Kariera sportowa
Na Letnich Igrzyskach Olimpijskich 1948 zdobył brąz w żeglarskiej klasie Firefly. Cztery lata później zajął zaś 4 lokatę w klasie Finn.